# مصراوي

شعار بوابة مصراوي.

مصراوي هو بوابة ويب إخبارية مصرية، تتبع مؤسسة أونا للصحافة والاعلام المالكة لمواقع يلاكورة، أونا، الكونسلتو وشركة Gemini media.
تقدم محتوى إخباري يلتزم بالمعايير المهنية وتستخدم أحدث طرق عرض وإنتاج المحتوى.
رئيس التحرير مجدي الجلاد رئيسا التحرير التنفيذي محمد سمير وعلاء الغطريفي.

## روابط خارجية
- الموقع الرسمي